# Elena și Judith de Szőny

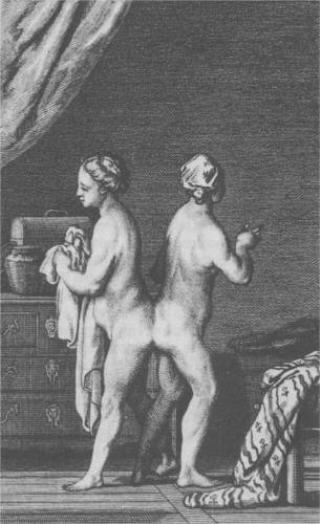
Elena și Judith de Szony

Elena și Judith (Ilona si Judit Gófitz), cunoscute și ca „surorile siameze din Szőny”, Ungaria, au trăit din 19 octombrie 1701 până în 8 februarie 1723.